# 陈文华 (考古学家)
陳文華（1935年10月—2014年5月14日），男，祖籍福建霞浦，生于福建厦门，中国农业考古学家。

## 生平
1958年厦门大學歷史系畢業。專長農業考古，於1981創辦《農業考古》雜誌。

## 著作
著有《中國稻作的起源》，《中國農業考古圖錄》。